# Modlniczka
Modlniczka – wieś w Polsce położona w województwie małopolskim, w powiecie krakowskim, w gminie Wielka Wieś, nad potokiem Wędonką. W latach 1975–1998 w województwie krakowskim.
Nazwa Modlniczki, niegdyś zwanej Modlnicą Małą, wywodzi się od Modlnicy zwanej Modlnicą Dużą. Modlniczka zatem była uważana za przysiółek, część Modlnicy. Wieś ma przysiółki: Budzyń, Czcie, Pod Laskiem, Skotnica.

## Historia
Dolina Wędonki była celem osadnictwa w epoce kamienia. Na terenie Modlniczki odkryto cmentarzysko ciałopalne pierwszych rolników. Po przerwie w osadnictwie, w VIII wieku p.n.e. powstała osada kultury łużyckiej, a następnie celtycka (z grupy tynieckiej).
Miejscowość była własnością zakonu Norbertanek. Pierwszym znanym z nazwiska dzierżawcą klasztornych dóbr modlnickich był Stanisław Iwicki z Iwiczny herbu Kuszaba, co wiemy z wywodu szlachectwa kanonika krakowskiego, Pawła Szubskiego (Szczawińskiego) h. Prawdzic, z 3 października 1567, przechowywanego w archiwum Kapituły Katedralnej Krakowskiej. Według tego dokumentu babką ojczystą kanonika była Dorota Iwicka h. Kuczaba alias Mlinski Camien.
W 2020 dekretem arcybiskupa Marka Jędraszewskiego, metropolity krakowskiego kościół z Modlniczki przestał pełnić rolę filii parafii p.w. św. Wojciecha i Matki Bożej Bolesnej w Modlnicy. Pierwszym proboszczem nowo erygowanej parafii został ks. Józef Zwoliński, pełniący wcześniej obowiązki wikariusza w parafii p.w. św. Marii Magdaleny w Rabce-Zdroju.

## Infrastruktura
Przez wieś przebiega obwodnica Krakowa, w południowej części – drogi nr 79, 7 i S7.
Modlniczka położona jest w południowo-zachodniej stronie gminy Wielka Wieś. Część wsi zajmują tereny dawnego poligonu wojskowego. Obecnie jest to teren atrakcyjny inwestycyjnie z powodu bliskości Krakowa.
Na terenie miejscowości usytuowane są: Leroy Merlin, Centrum Hotelowo-Konferencyjne „Witek”, Kraków Futura Park, Kraków Airport Logistics Center oraz dwa salony samochodowe, a także Fort Pasternik.